# Festina lente
Pour l’article homonyme, voir Festina lente (Sarajevo).
Festina lente est un adage latin ou locution latine signifiant « Hâte-toi lentement ». Il a la forme d'un oxymore et correspond à l'adage grec σπεῦδε βραδέως (speûde bradéōs). Il fut la devise de l'empereur Auguste. 

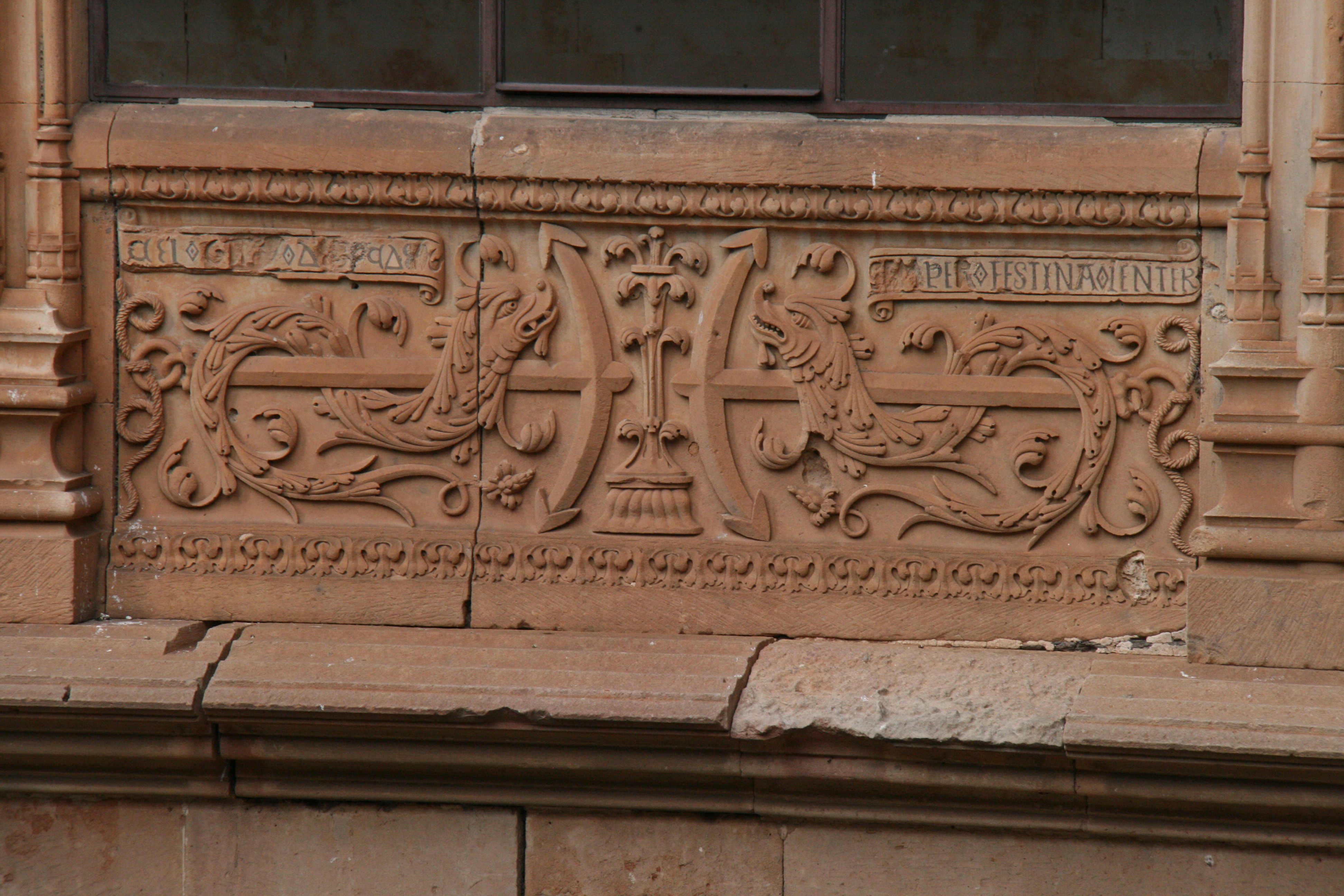
L'adage, en grec et en latin, avec l'ancre et le dauphin, parmi les sept emblèmes de l'université de Salamanque.

Par la suite, il fut repris par de nombreux personnages ou familles : l'imprimeur Alde Manuce, les Médicis, la famille aristocratique anglaise des Onslow (en) ou encore la famille Bouvier d'Yvoire. 
C'était aussi la devise de l'entreprise d'horlogerie suisse qui a donné naissance à la marque Festina. 

## Devise

### Auguste et Titus
Selon Suétone, σπεῦδε βραδέως était un des adages favoris d'Auguste, au point qu'on a souvent considéré que c'était sa devise : « Il pensait que rien ne convenait moins à un chef accompli que la hâte et la témérité. C'est pourquoi, il répétait souvent ces adages : “Hâte-toi lentement”, “Mieux vaut un capitaine prudent qu'audacieux”, et encore : “On fait assez vite ce qu'on fait bien” ».
Érasme, qui commente cette expression dans ses Adages, suggère que la formule a pu être inspirée à Auguste par une expression qu'on trouve chez Aristophane, mais sans l'oxymore : σπεῦδε ταχέως (« Hâte-toi vite »).
La devise a parfois été attribuée aussi à l'empereur Titus, sans que cela s'appuie sur une source antique. En fait, une monnaie de l'époque de Titus présente le motif de l'ancre et du dauphin, mais c'est seulement au XVe siècle que ce motif apparaît comme une version figurée de la devise.

### À la Renaissance

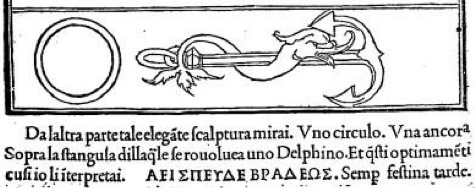
Gravure du Songe de Poliphile (éd. d'Alde Manuce, 1499)

L'intérêt pour cet adage se manifeste fortement à la Renaissance, surtout à travers ses différentes traductions figurées. Le Songe de Poliphile, rédigé en 1467 et publié par Alde Manuce en 1499, le mentionne en l'associant au motif de l'ancre et du dauphin ; cette œuvre aura une influence profonde pendant deux siècles au moins.
L'adage prend ici la forme Semper festina lente (« Hâte-toi toujours lentement »). Dans le type de rébus prisé à cette époque, le cercle symbolise la permanence et traduit semper, tandis que l'ancre exprime la stabilité (lente) et le dauphin la vélocité (festina). La forme longue de l'adage montre l'influence directe du Songe sur l'un des sept emblèmes de la cour centrale de l'université de Salamanque (es), où le texte latin est accompagné, là aussi, de son équivalent grec ΑΕΙ ΣΠΕΥΔΕ ΒΡΑΔΕΩΣ, orthographié en fait « αει • σπευ • δεβραδεοσ ».

### CosmeIerde Médicis
Cosme Ier de Médicis, grand-duc de Toscane, choisit cette devise en référence à Auguste, dont il emprunte également le signe astrologique du capricorne. Son symbole est d'ailleurs une tortue portant une voile sur la carapace, illustrant cette devise.

### Usage dans la littérature
La Fontaine dit de la tortue, dans Le Lièvre et la Tortue : « Elle se hâte avec lenteur » et Boileau applique cet adage au travail de l'écrivain : 
Hâtez-vous lentement, et sans perdre courage

Vingt fois sur le métier remettez votre ouvrage.

Polissez-le sans cesse et le repolissez.

Ajoutez quelquefois et souvent effacez.
— Art poétique, I, 171-173.

### Les Onslow
La famille anglaise des comtes d'Onslow (en), dans le Shropshire, à laquelle appartient le compositeur français George Onslow (1784-1853), avait pris cette devise, par jeu de mots sur le nom de la famille (on – slow).

## Équivalents figurés

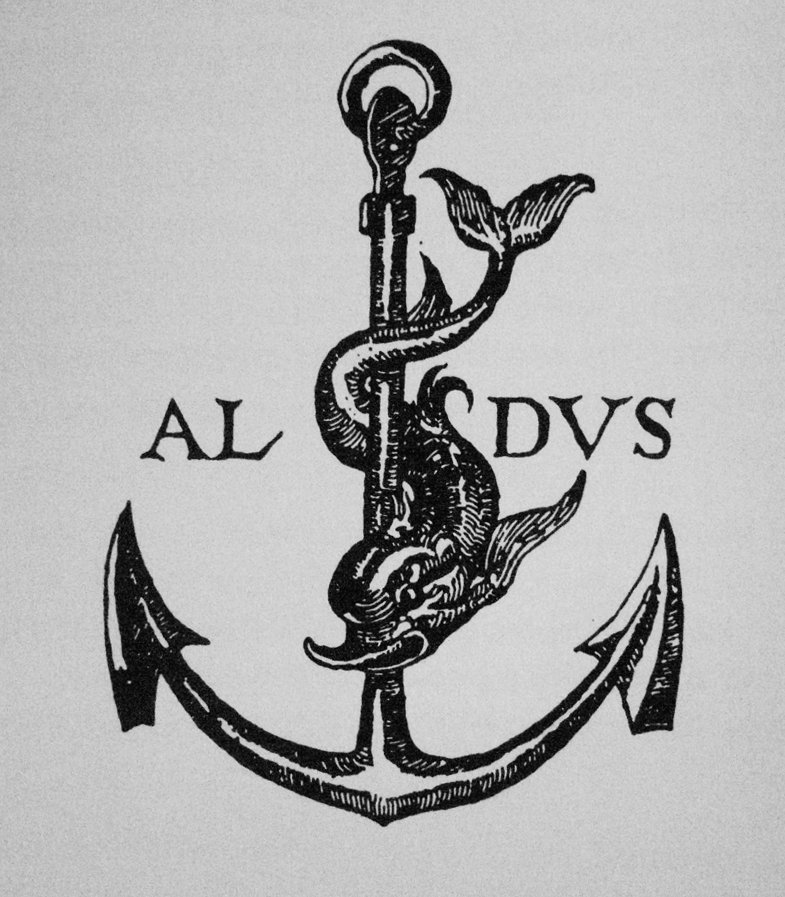
Marque d'imprimeur d'Alde Manuce.

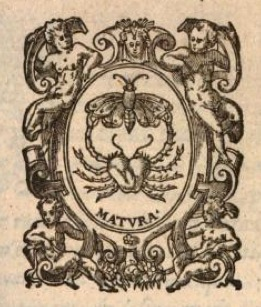
Le crabe et le papillon. Marque de Paul Frellon, libraire à Lyon (premier quart du XVIIe siècle)

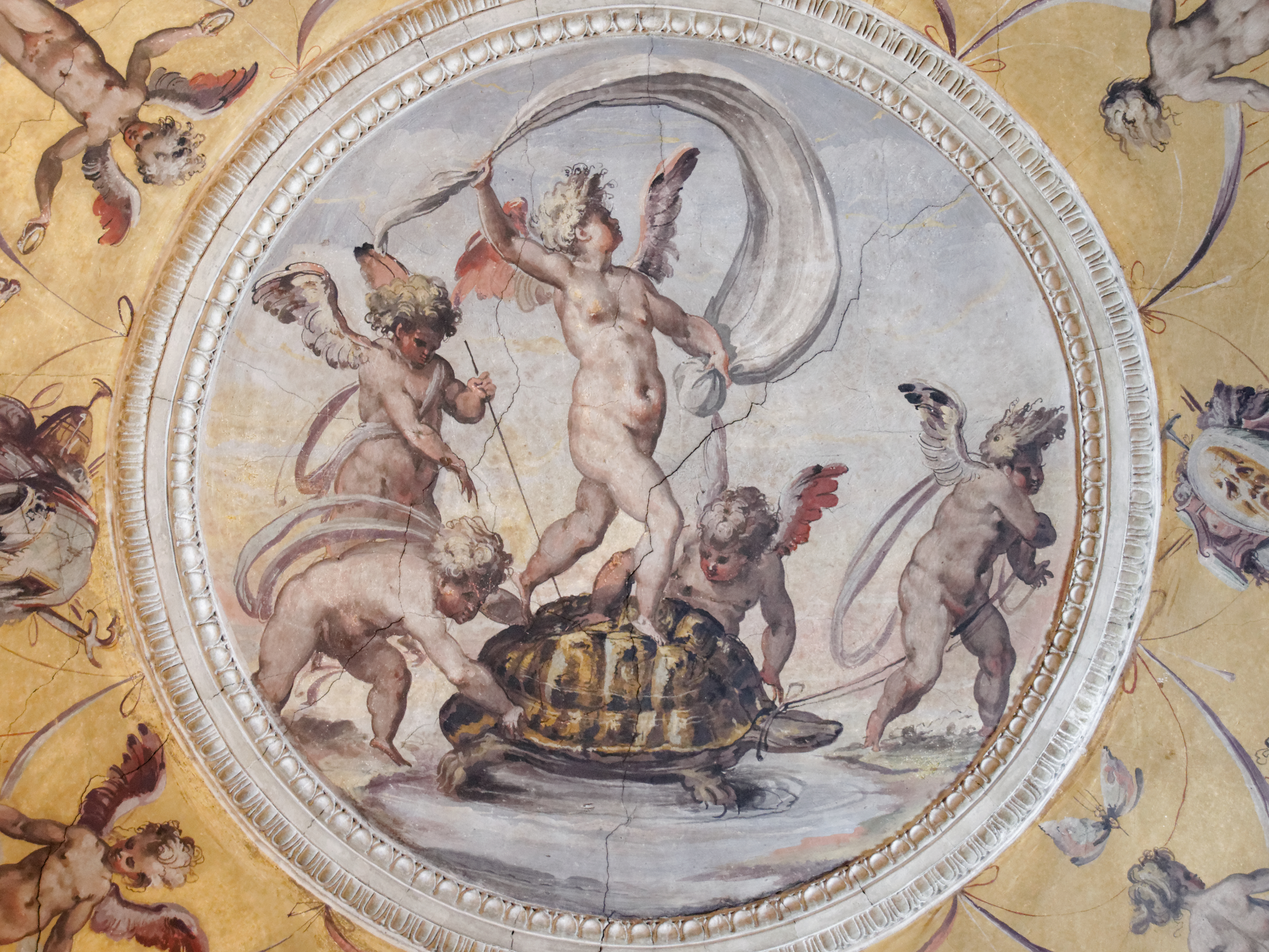
Motif d'une fresque du Palazzo Vecchio de Florence reprenant l'emblème de la tortue et de la voile

La devise a été traduite en images de diverses façons :
- Le crabe et le papillon. Une monnaie d'or datant du règne d'Auguste représente, au droit, la tête de l'empereur avec une couronne de laurier et, au revers, un crabe tenant dans ses pinces un papillon aux ailes éployées. Mais Waldemar Deonna[8] a montré que, dans l'Antiquité, le crabe n'était pas symbole de lenteur, ni le papillon symbole de hâte. Ce sont les humanistes de la Renaissance, amateurs d'emblèmes, qui ont vu dans ce motif une illustration de la devise d'Auguste ; Gabriel Simeoni[9] écrit : « L'Empereur Auguste, voulant monstrer comme il estoit tempéré et modeste en tous ses affaires... feit frapper entre plusieurs autres en une sienne médaille d'or un Papillon et un Escrevisse signifiant la vistesse par le Papillon et par l'Escrevisse la paresse, lesquelles deux choses sont un tempérament nécessaire à un Prince. » Ce motif a été utilisé comme marque par divers imprimeurs parisiens et lyonnais au XVIe siècle, avec la devise matura[10].
- L'ancre et le dauphin. Le motif apparaît pour la première fois au revers d'une monnaie de l'empereur Titus. Il est généralement interprété par les numismates comme une référence à Neptune[11]. Cette représentation se trouve à nouveau dans le Songe de Poliphile. Elle a été adoptée comme marque d'imprimeur par Alde Manuce, le premier éditeur de cette œuvre en 1499.
- La tortue et la voile. Emblème choisi par Côme Ier de Médicis pour sa flotte. Cet emblème est représenté un grand nombre de fois sur les pavements, plafonds et parois du Palazzo Vecchio de Florence. La tortue, symbole traditionnel de lenteur mais aussi de prudence, est surmontée d'une voile gonflée, qui marque le mouvement et la vitesse.

## Déclinaisons musicales
- Festina lente est une œuvre pour orchestre à cordes du compositeur estonien Arvo Pärt (1988). Cette œuvre courte traduit le sens de l'adage en combinant un tempo rapide confié aux violons, intermédiaire joué par les altos et lent pour les violoncelles et les contrebasses.

## Divers

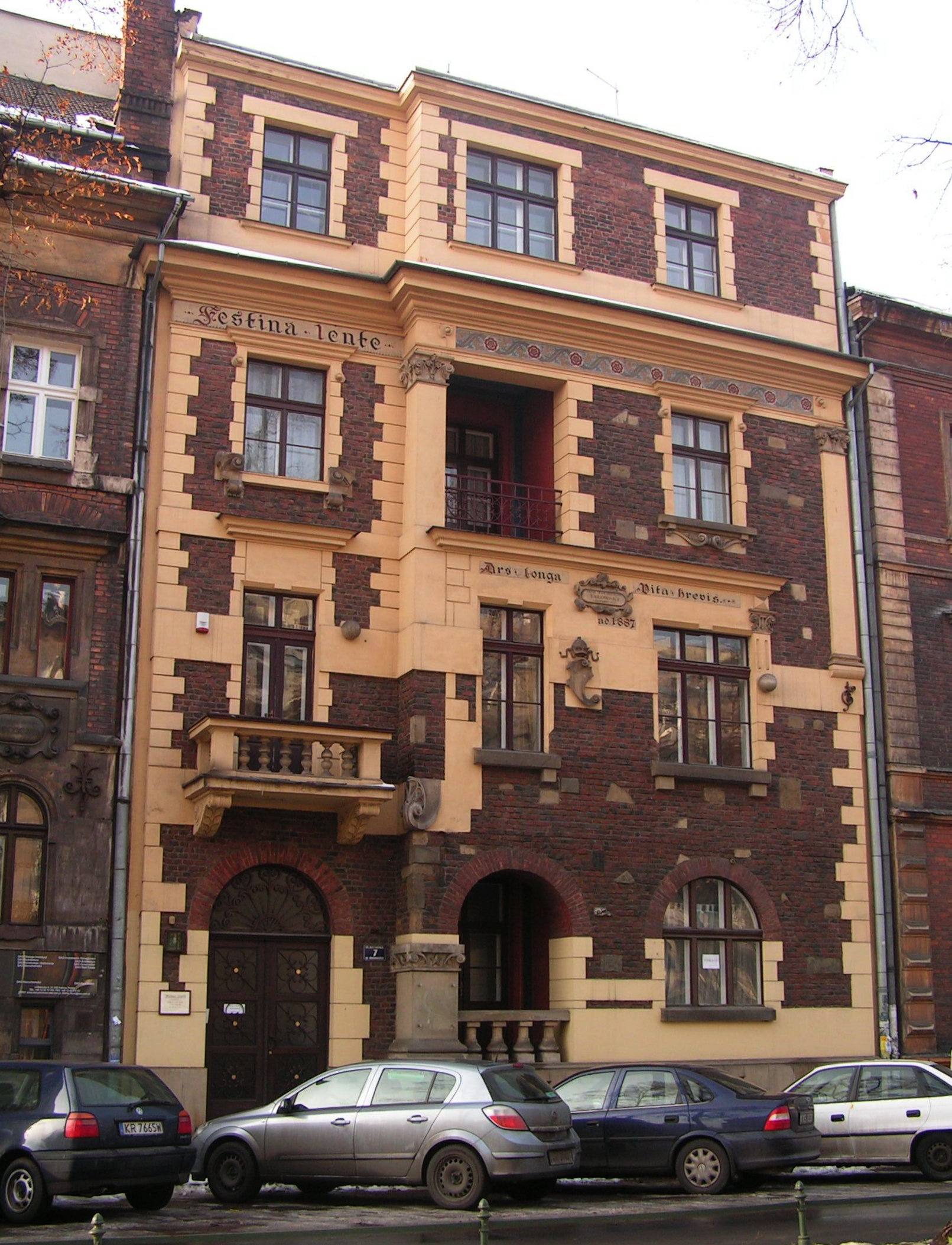
La maison Festina lente à Cracovie, au 7 rue Retoryka (1887).

- Festina lente est le nom d'une passerelle pour piétons à Sarajevo (Bosnie), sur la rivière Miljacka.
- Festina lente est le nom d'une maison construite en 1887 par l'architecte polonais Teodor Talowski à Cracovie.
- Festina lente est le nom d'une œuvre d'art de Michel Mouffe (2003), présentée parmi les œuvres d'art du métro de Bruxelles à la station Érasme, choisie avec pertinence.
- Festina lente est une œuvre du vidéaste Romain Kronenberg (2007).
- Festina lente est le nom du premier roman de Nadine Ribault[12] (2000).
- Festina Lente est le nom d'un restaurant de Grenoble[13].
- Festina Lente est l'adage utilisé par la 'Festina Lente Co' dans le roman de Robin Sloan, M. Pénombre libraire ouvert jour et nuit.

## Dans la culture
- hâte-toi lentement, jeu de société